# Cerball mac Dúnlainge
Cerball mac Dúnlainge (pronunciación IPA: ˈkərval mak ˈðūnləŋe) fue un rey de Osraige, un reino al sureste de Irlanda. Reinó de 842 a 888.
A la muerte de su padre, Dúnlang (o Dúngal) mac Fergaile, en 842, Cerball se convirtió en rey de Osraige. Su hermana, Land, estaba casada con el Gran rey de Irlanda, Máel Sechnaill mac Máele Ruanaid, y a su vez Cerball estaba casado con una hija de Máel Sechnaill.
La primera noticia de Cerball como rey es en 846, cuando los vikingos atacaron el norte de Osraige, destruyendo una iglesia en Coolcashin, cerca de Galmoy. El ejército de Cerball les asedió en Cúl Maine durante dos semanas, provocando muchas bajas entre las fuerzas invasoras.
Tras la muerte de Feidlimid mac Crimthainn, rey de Munster, en 847, una sucesión de reyes más débiles fueron sujetos a los ataques de los vikingos por toda las costa de Munster, y aunque Osraige había estado bajo el control de los reyes Eóganachta de Munster, Cerball se convertiría en uno de los reyes más importantes de toda Irlanda. 

## Herencia
Se ha identificado a Cerball con el personaje de las sagas nórdicas, Kjarvalr Írakonungr, el antepasado de varias familias influyentes de Islandia:
1. Rafertach Kjarvalsdottir (o Rafarta, n. 824), se casó con el vikingo noruego Eyvind del Este.
2. Auðna Kjarvalsdottir, (Ethne o Edna, n. 828), se casó con el jarl de las Orcadas, Hlodvir Thorfinnsson y fue madre de Sigurd el Fuerte.[4]
3. Ceallach Maccearbhall, rey de Osraige, n. 832.
4. Diarmaid Maccearbhall, rey de Osraige, n. 834.
5. Dugnial Maccearbhall, rey de Osraige, n. 836.
6. Fríðgerður Kjarvalsdóttir (n. 842), se casó con el vikingo islandés Thore Híma (también Þórður, n. 850) de Skagafjörður.[5] De esa relación nació Þorgerður Þórðardóttir (n. 869), que sería esposa de Þórður mjögsiglandi Björnsson.
7. Kormlóður Kjarvelsdottir (n. 850), se casó con el vikingo noruego Grímólfur.